# Wildeshausen
Wildeshausen é uma cidade da Alemanha localizada no distrito de Oldenburg, estado de Baixa Saxônia.